# カニッツァーロ反応
カニッツァーロ反応 (Cannizzaro Reaction) は、スタニズラオ・カニッツァーロが発見したアルデヒドの不均化反応 (Disproportionation Reaction) である。α位炭素に水素置換基を持たないアルデヒドを塩基性水溶液に入れて加熱するとカルボン酸とアルコールが得られる。酸化されるアルデヒドと還元されるアルデヒドが異なる場合は交差カニッツァーロ反応 (Crossed Cannizzaro Reaction) と呼ばれる。

## 歴史
1832年、ドイツのヴェーラーとリービッヒによってベンズアルデヒドと塩基から安息香酸塩が得られることは知られていた。
1853年、カニッツァーロの追試によってベンジルアルコールも生成されたことが明らかになり，不均化反応であることが判明した。

## 反応機構
塩基によるカルボニル炭素への求核付加反応で反応は開始する。付加体から脱離したヒドリドが別のカルボニル炭素を攻撃することで二分子のアルデヒドがカルボン酸とアルコールに不均化する。水を溶媒とするカニッツァーロ反応では水素が発生するため、ヒドリドが発生していることが支持される。
エノラートが発生しない、つまりα位に水素を持たないアルデヒドのみカニッツァーロ反応が進行する。α位に水素を持つアルデヒドの場合、α水素が引き抜かれることでアルドール縮合が進行する。